# بطريق قزم
البطريق القزم، (بالإنجليزية: Little Penguin)‏ الاسم العلمي (Eudyptula minor) أو البطريق الصغير، يبلغ ارتفاعه ما بين 30-35 سنتيمتر ووزنه كيلوغراما واحدا فقط، وتسمى أحياناً البطاريق الجنية، وتوجد فقط في جزر تشاتام، وكذلك في جنوب ولاية تسمانيا وأستراليا ونيوزيلندا الجديدة. الذكر هو أكبر قليلا من الأنثى لكن لهما نفس المظهر. اللون أبيض رمادي على مستوى البطن وأبيض مزرق على الصدر أما الظهر والجناحين والذيل فلونهما أزرق غامق .
تألف طيور البطريق الصغيرة العيش في مستعمرات ضخمة في شقوق الصخور و تحت جذور الأشجار أو في الجحور. تتكاثر في شهر مارس، وتضع الأنثى بيضتين تفقس بعد مرور ثلاثة أسابيع، وتصبح الصغار ناضجة بعد 6 أسابيع فقط، وتتغذى على الأسماك والحبار والقشريات.

## مواضيع متعلقة
- بطريق